# شودر (گروه موسیقی)
شودر (به نروژی: Tsjuder) یک گروه بلک متال نروژی است که در سال ۱۹۹۳ تأسیس شد.

## نام
نام گروه تسجودر (Tsjuder) است که از روی فیلم نروژی راه بلد (Veiviseren) انتخاب شده‌است. در واقع تسجودر قبیله‌ای اسطوره‌ای و فینیک در اروپای شمالی بود.

## سبک موسیقی و مضامین غنایی
موسیقی شودر عمدتاً توسط دو عضو اصلی گروه به نامهای ناگ و دراگلین خلق می‌شوند و الهام‌بخش اصلی موسیقی این بند، گروه‌های بلک متال اوایل دهه ۱۹۸۰ و اوایل دهه 1990 مانند بفوری، کلتیک فراست، دارک‌ثرون، گورگوروث، ایمورتال، مردوک، میهم و باندهای ترش متال قدیمی‌تر همچون دیستراکشن، کریتور، پوسسد، سپولترا، اسلیر و سادام هستند.
متن ترانه‌ها هم قبل از موسیقی نوشته شده‌است و بر اساس موضوعاتی مانند تاریکی، مرگ، شر، نفرت، شیاطین، مضامین ضد دین، شیطان‌پرستی، فیلم‌های ترسناک و کتاب‌های داستانی ترسناک و غیره گزیده می‌شوند. آثار اچ پی لاوکرفت رمان‌نویس آمریکایی، یک منبع الهام اصلی در آثار ناگ هستند.

## آلبوم‌ها
استودیویی
- Kill for Satan (2000)
- Demonic Possession (2002)
- Desert Northern Hell (2004)
- Legion Helvete (2011)
- Antiliv (2015)

زنده
- آخرالزمان نروژی (۲۰۰۶)